# Kostel svatého Marka (Sušany)
Kostel svatého Marka je římskokatolický kostel zasvěcený svatému Markovi v Sušanech v okrese Chomutov. Od roku 1963 je chráněn jako kulturní památka. Kostel stojí na nevýrazné hraně mělkého údolí na jižním okraji vesnice u místní komunikace do Škrle. Obklopuje ho hřbitovní zeď s márnicí. Na hřbitov se vchází obloukovou bránou s tympanonem.

## Historie
Kostel byl v Sušanech postaven před rokem 1357, kdy byl poprvé písemně zmíněn jako farní a kněz sušanského beneficia se jmenoval Johann. Jeho patronem a pravděpodobně i majitelem části vsi tehdy byl Bernard z Vildenfelsu. Je možné, že sloužil jako tribunový kostel u dvorce místního šlechtice (již roku 1281 je zmiňován Petr ze Sušan). Během renesance byla rozšířena některá okna, ale zásadní přestavbou v barokním slohu prošel až roku 1729, kdy byla pravděpodobně přistavěna věž. V 17. století byla zdejší fara zrušena a až v roce 1777 byla nahrazena lokálií. V 19. století byla snížena střecha a z fasády odstraněny barokní ozdobné prvky.
V roce 1994 začala oprava střechy a o pět let později byly do schránky na střeše kostelní věže vloženy dokumenty o dějinách kostela.

## Architektura
Stavba gotického kostela je jednolodní s čtvercovým presbytářem, ke kterému ze severu přiléhá o něco mladší sakristie zaklenutá valenou klenbou a přístupná gotickým portálem. Původní vstup do chrámové lodi vedl lomeným obloukem ze severu a dnes je zazděný. Hlavní loď je plochostropá a presbytář a přízemí věže jsou zaklenuté křížovou klenbou. Podlaha je pokrytá opukovou dlažbou. V západní části lodi stojí na jednoduchých pilířích barokní oratoř. Do vyšších pater věže vede dřevěné točité schodiště ve schodišťovém přístavku. Fasáda věže je pouze v nárožích zdobená jednoduchými lizénami. Barokní charakter si zachovala jen odstupňovaná korunní římsa věže. Stanová střecha na věži přechází do osmiboké lucerny zakončené jehlancem.

## Vybavení
Vybavení kostela bylo odvezeno do depozitářů nebo ukradeno.

## Galerie

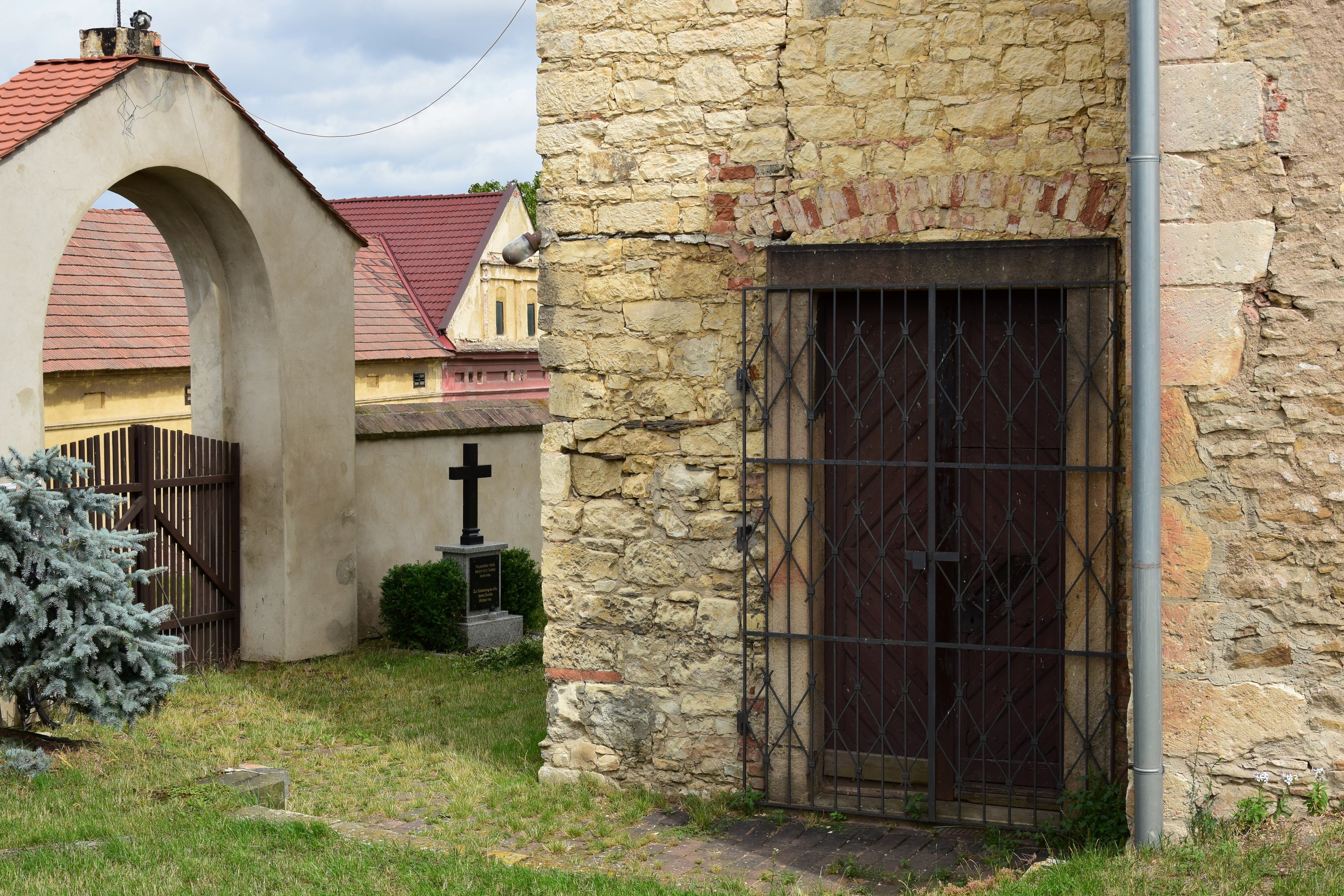
Vstup do věže
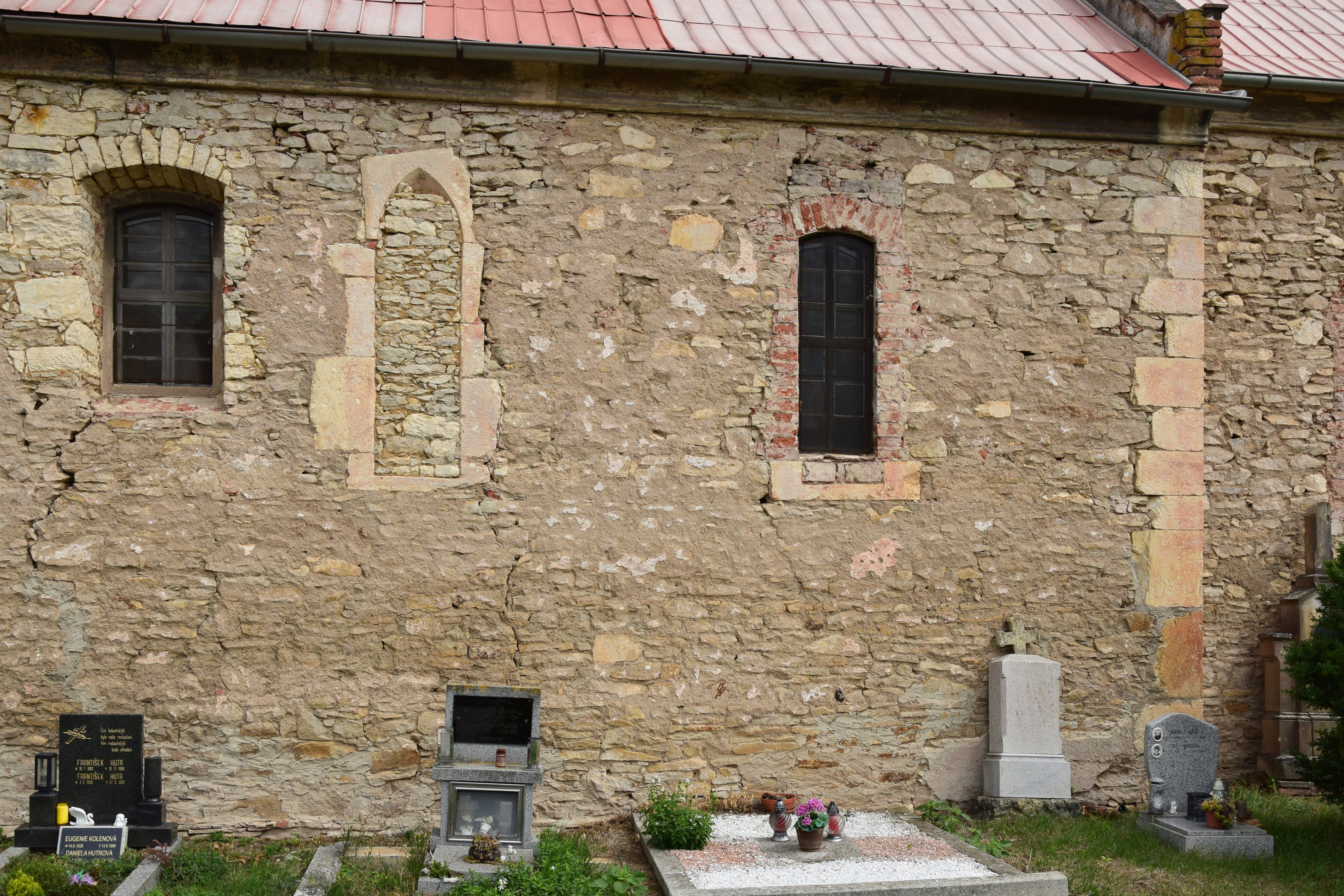
Zazděné gotické okno v jižní stěně lodi
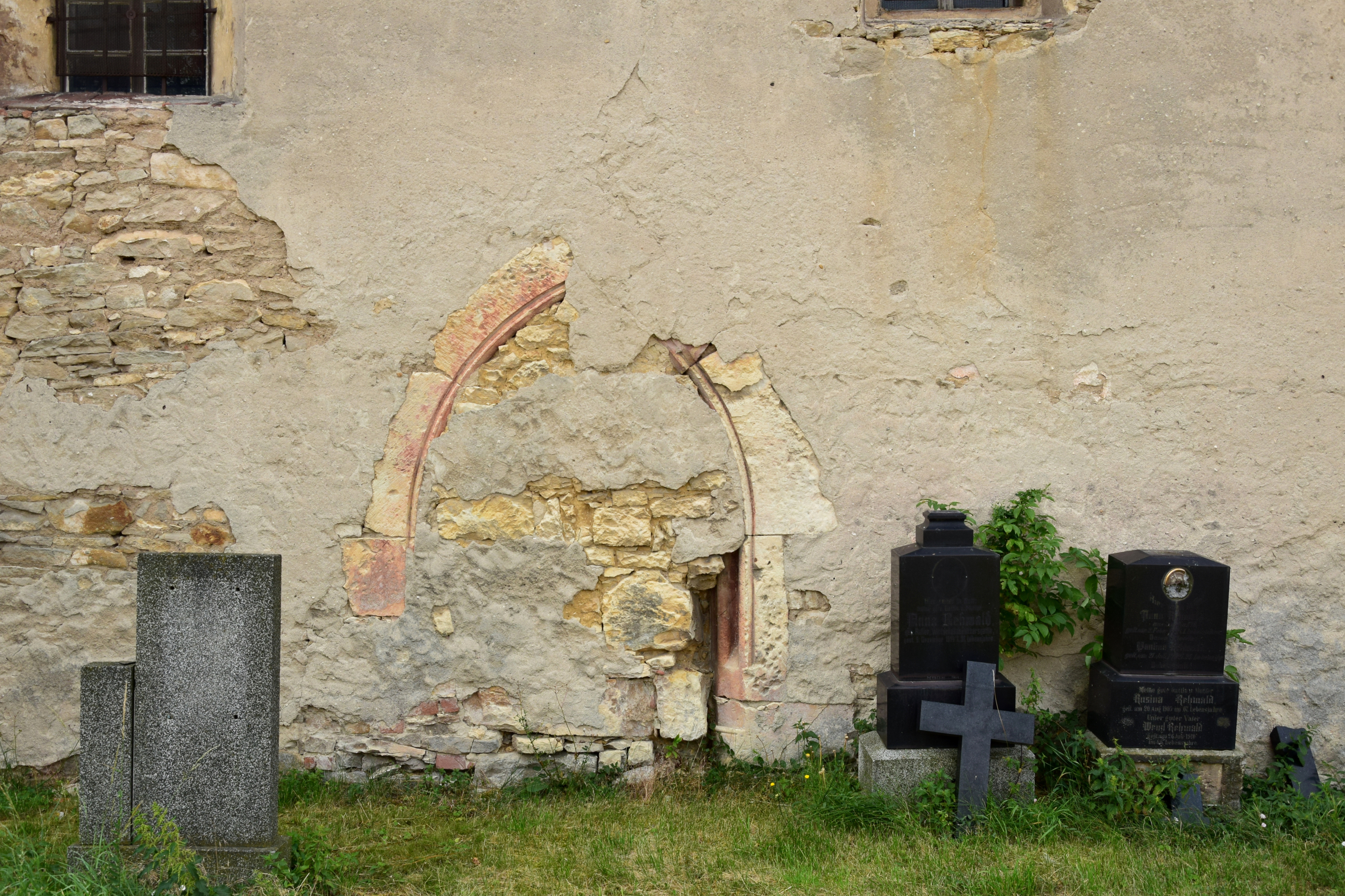
Zazděný portál v severní stěně lodi
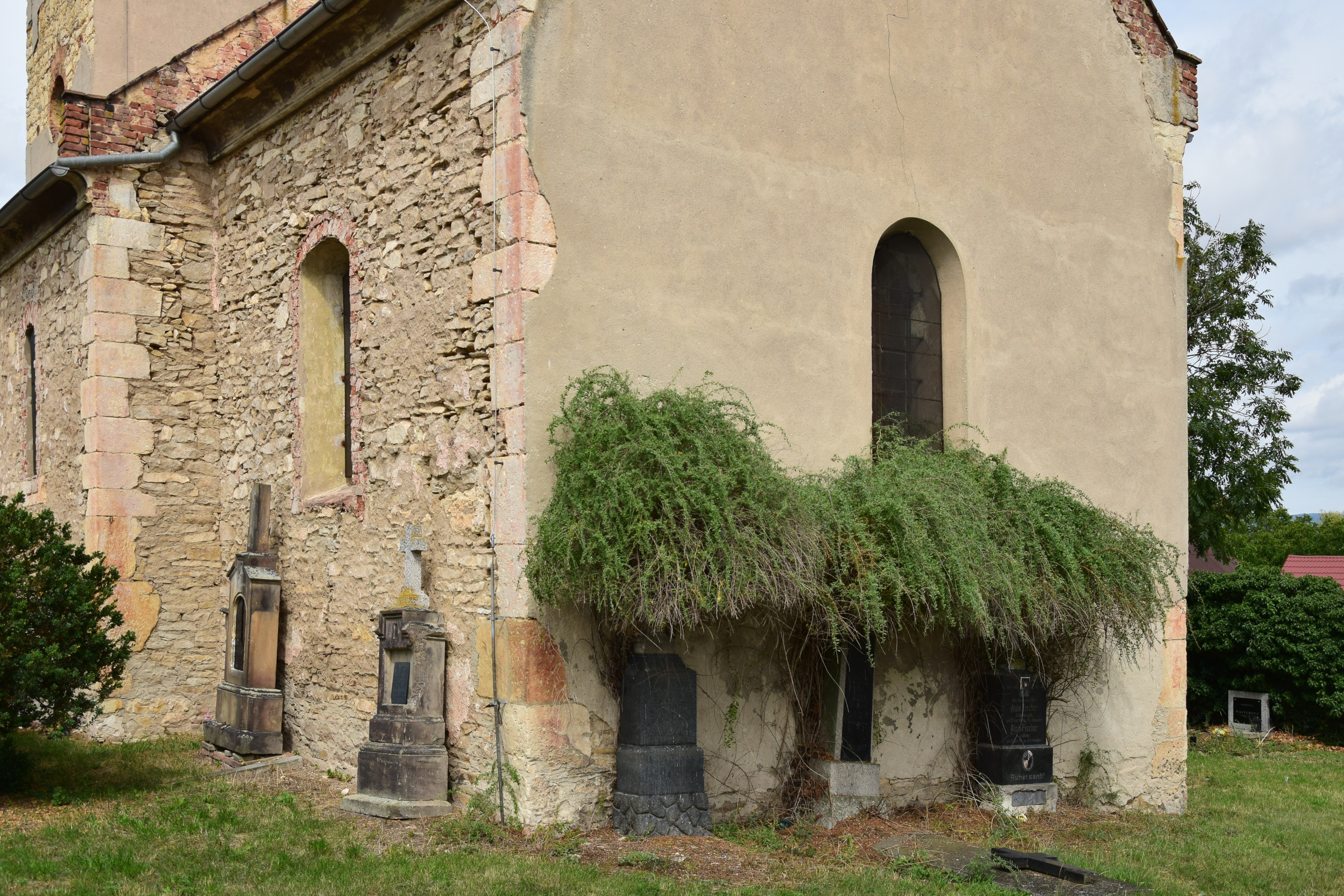
Presbytář
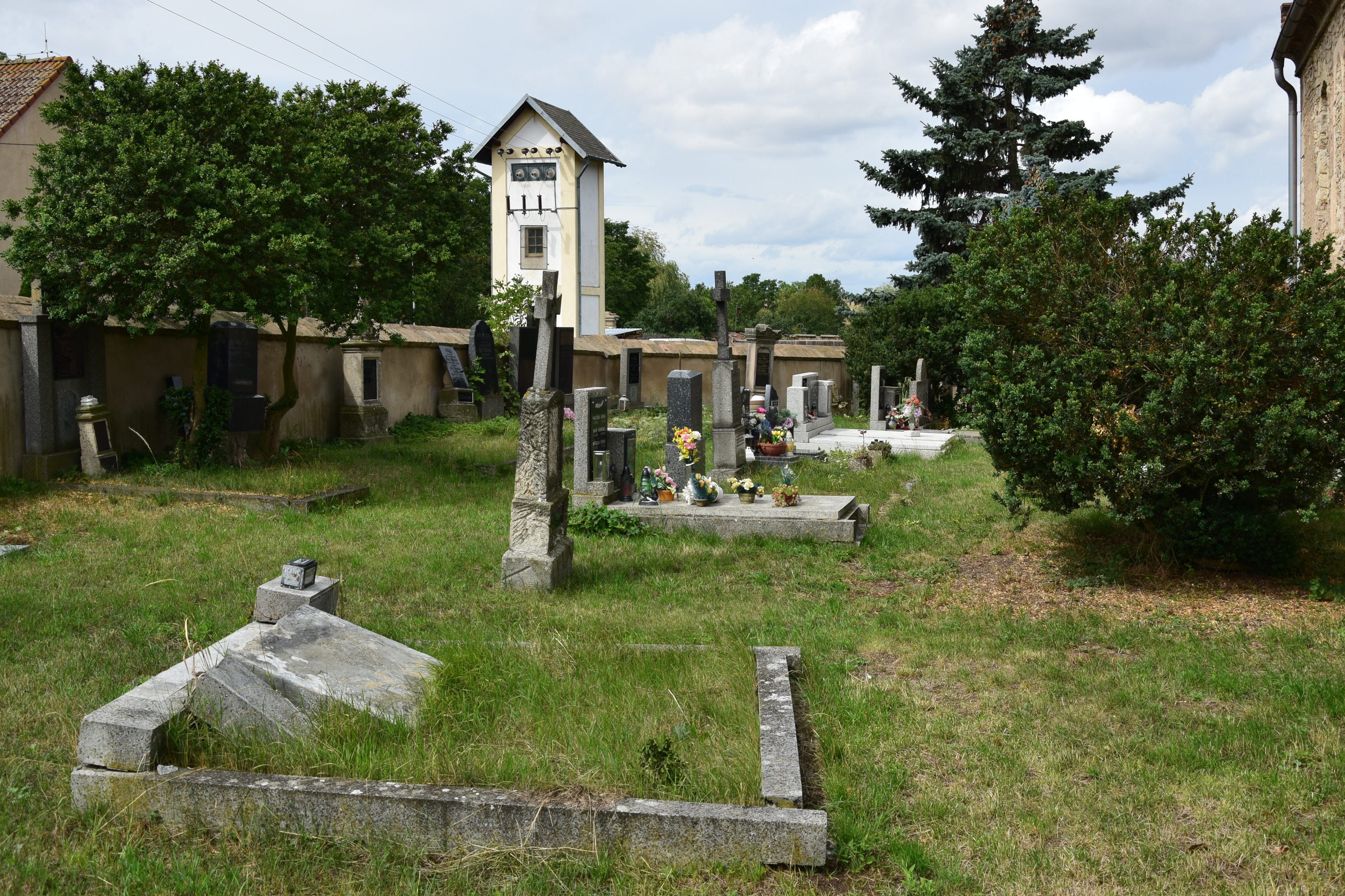
Hřbitov